# نیکولای میخیلوف
نیکولای میخیلوف (انگلیسی: Mykola Mykhailov; ۱ ژانویهٔ ۱۹۰۳ – ۱۶ ژوئن ۱۹۳۶) موسیقی‌دان، و آهنگساز اهل اتحاد جماهیر شوروی سوسیالیستی بود.